# Vincetoxicum forrestii
Vincetoxicum forrestii är en oleanderväxtart som först beskrevs av Rudolf Schlechter, och fick sitt nu gällande namn av Cheng Yih Wu och D. Z. Li. Vincetoxicum forrestii ingår i släktet tulkörter, och familjen oleanderväxter. Inga underarter finns listade i Catalogue of Life.